# Universitat Agostinho Neto
La Universitat Agostinho Neto (UAN) és una universitat pública d'Angola, amb seu a la ciutat de Talatona (Província de Luanda), considerada la universitat més gran i influent del país.
La seva tradició universitària es remunta al període colonial. No obstant això, va ser després de la independència del país que es va establir com a universitat estatal, o sigui, aquella que deuria formar la base intel·lectual d'Angola, creant una xarxa de facultats cobrint tot el territori nacional. Encara avui és referència en l'ensenyament superior angolès, i aplega en la seva estructura orgànica, set facultats, una escola superior i dos instituts superiors.
Mitjançant la reforma de 2008/2009, la seva qualificació va ser limitada a les províncies de Luanda i de Bengo, de manera que només comprèn la seva seu i les facultats situades a Talatona, Caxito, Luandai a Viana. Les altres facultats localitzades a altres províncies van ser agrupades en universitats regionals autònomes. Encara després d'aquesta reducció dràstica, la UAN continua a ser la major universitat d'Angola.

## Història

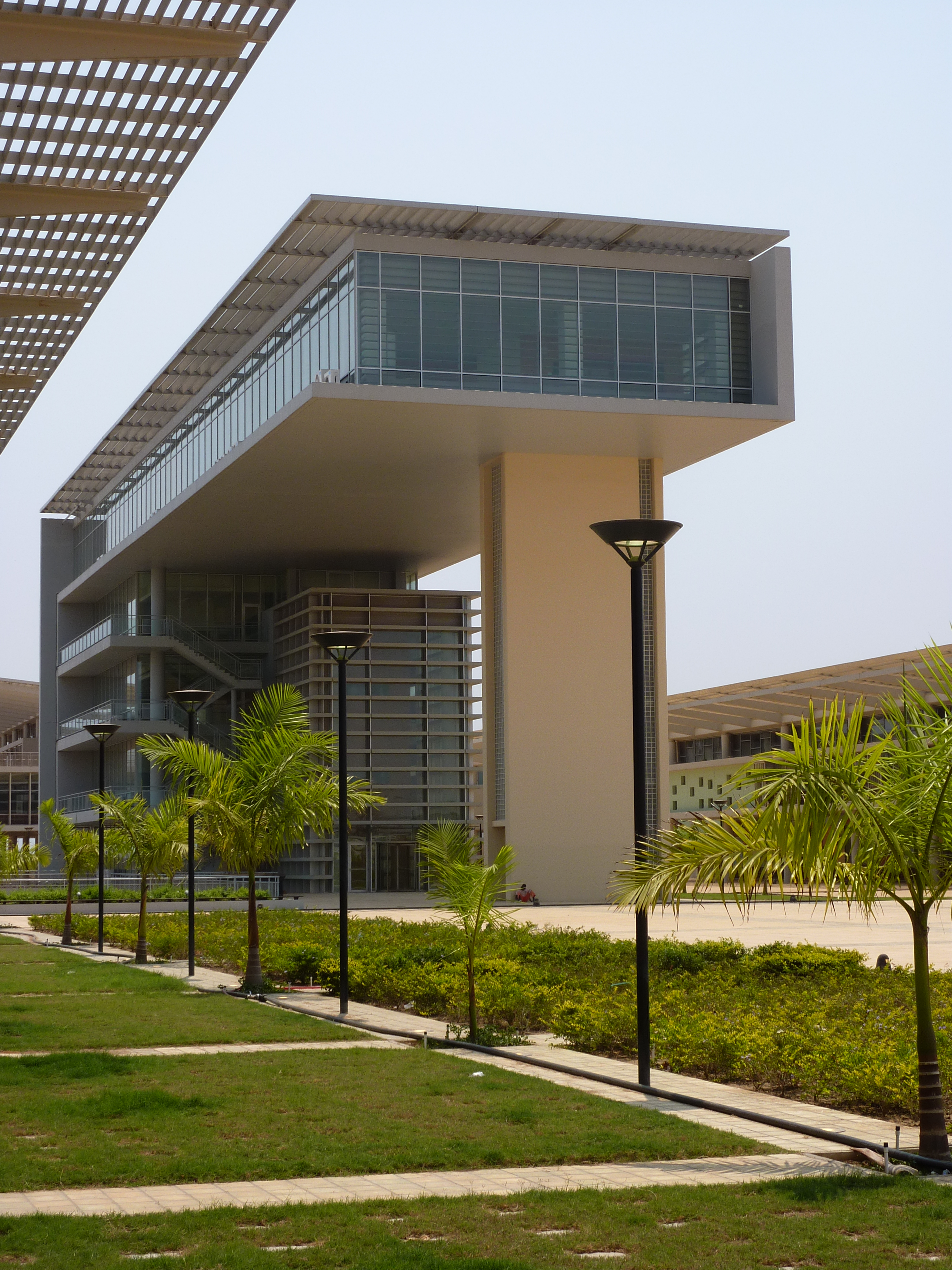
El campus de la seu, anomenat Ciutat Universitària de Camama, al municipi de Talatona, Angola.

Els primers cursos universitaris es van establir durant el període colonial. La Facultat de Medicina de la Universitat Agostinho Neto reclama ser la successora de l' Aula de Medicina e Anatomia de Luanda, creada per la Carta Patent de Maria I de Portugal, el 24 d'abril de 1789, sota la direcció del metge José Pinto de Azeredo. (encara que l' Aula de Geometria e Fortificação, el primer curs d'Enginyeria d'Àfrica, data de 1699). El 29 de desembre de 1836 a l'Aula de Medicina passà a denominar-se Escola Médico-Cirúrgica de Luanda i, el 2 d'abril de 1845, canvià la seva denominació en Instituto Prático de Medicina da África Ocidental Portuguesa.
L'11 de desembre de 1851 un informe ministerial estudià el valor de la iniciativa, apuntava les dificultats i les deficiències, distingia l'Escola Mèdica de Goa com l'única que havia obtingut resultats acceptables i en comptes de proporcionar solucions, el decret que concloïa aquell document extingia algunes d'aquestes escoles, entre elles a de Luanda. Així va acabar una experiència que va durar més de seixanta anys.
Amb l'arribada dels moviments de descolonització al territori d'Angola a partir de 1954 l'Estat Nou va decidir, entre altres coses, reprendre l'ensenyament universitari (servint com contra-resposta de naturalesa social), institucionalitzant a Angola l'any 1962, pel decret-llei 44530, de 21 d'agost, els Estudos Gerais Universitários de Angola (EGUA) integrat en la Universitat Portuguesa (en aquest cas, una tutela conjunta de les Universitats de Lisboa i de Porto). El primer rector dels EGUA va ser l'enginyer André Francisco Navarro.
El 23 de desembre de 1968 el decret-llei 48790 transformà els Estudos Gerais Universitários de Angola en Universidade de Luanda que comprenia les Facultats d'Enginyeria, Economia i de Medicina, situades a Luanda, la Facultat d'Agronomia i de Medicina Veterinària, situada a Huambo i la Facultat de Lletres a Lubango.
El 28 de setembre 1976, després de la proclamació d'independència d'Angola en 1975, la Universidade de Luanda fou transformada en Universidade de Angola (decret 77-A/76). El 24 de gener de 1985 passà a denominar-se Universidade Agostinho Neto, en memòria del primer president d'Angola i també del primer rector de la universitat després de la independència.
En el transcurs dels anys 1980 i 1990, es va produir una expansió sistemàtica de la UAN, que va arribar a tenir facultats a Benguela, Cabinda, Huambo, Luanda, Lubango i Uíge. Foren creats els anomenats Instituto Superior de Ciências da Educação (ISCED), que havien d'encarregar-se de la formació de professors d'ensenyament secundari a totes les províncies del país.
En 1997, acompanyant les modificacions polítiques al país i al món, van ser realitzades les primeres eleccions per a rector i degans de les Unitats Orgàniques, fet que va marcar la democratizació de la gestió universitària. Va ser elegida com la rectora la professora Laurinda Hoygaard, de la Facultat d'Economia, primera dona a dirigir una universitat al país. Tanmateix, a causa del seus enfrontaments amb les autoritats ministerials en defensa de l'autonomia acadèmica i universitària fou destituïda en 1999. El Ministeri de l'Educació va nomenar al professor Mário Fresta com a substitut després d'una decisió judicial.
La tradició democràtica, però, fou reafirmada en 2002 quan fou elegit rector de la UAN João Sebastião Teta.

## Estructura orgànica
Actualment la Universitat Agostinho Neto està organitzada en les següents unitats:

### Facultats a Luanda
| Facultat de Ciències - Biologia - Ciències de Computació - Enginyeria Geogràfica - Física - Geofísica - Meteorologia - Geologia - Matemàtica - Química | Facultat de Ciències Socials - Antropologia - Ciència Política - Comunicació Social - Geodemografia - Gestió i Administració Pública - Història - Psicologia (del Treball, Criminal i Social) - Sociologia | Facultat d'Economia - Comptabilitat i Administració - Comptabilitat i Auditoria - Economia - Gestió d'Empreses - Gestió Financera |

| Facultat d'Enginyeria - Arquitectura - Enginyeria Civil - Enginyeria Electrònica i Telecomunicacions - Enginyeria Electrotècnia - Enginyeria Informàtica - Enginyeria Mecànica - Enginyeria de Mines - Enginyeria Química - Enginyeria de Petroli | Facultat de Lletres - Filosofia - Llenguas i literatura angoleses - Llengua i literatura en Llengua Francesa - Llengua i literatura en Llengua Anglesa - Llengua i literatura en Llengua Portuguesa - Secretariat Administratiu i Comunicació Empresarial | Instituto Superior de Ciències da Saúde - Imfermeria - Farmàcia - Psicologia Clínica - Psicologia Escolar - Anàlisi Clínica |

| Facultat de Dret - Dret | Facultat de Medicina - Medicina | Escola Superior d'Hoteleria i Turisme - Gestió de Turisme |

| Instituto Confúcio - Llengua i Cultura Xineses |

## Infraestructura
Com que les instal·lacions inicials de la UAN a Luanda ja no es corresponien a les seves necessitats, es va construir a Kilamba Kiaxi, la Ciutat Universitària de la Universitat Agostinho Neto (també coneguda com a Cidade Universitária de Camama) que, a partir de 2012, passà a acollir el conjunt de les unitats i serveis de la UAN, situats a la capital.
Es calcula que la seva capacitat és per a un màxim de 40.000 estudiants, amb 20,23 km quadrats. Posseeix 18.000 espais residencials per a professors, estudiants i funcionaris.
L'arquitectura del campus és el·líptica, com els edificis equidistants de la biblioteca central, disposats de forma que optimitzi la il·luminació i ventilació natural.

## Rectors
| Nom                                                       | Mandat                                          | Afiliació                                                      | Forma d'elecció                                                                                    |
| --------------------------------------------------------- | ----------------------------------------------- | -------------------------------------------------------------- | -------------------------------------------------------------------------------------------------- |
| André Francisco Navarro                                   | 21 d'agost de 1962 a 31 d'agost de 1964         | Instituto Superior de Agronomia da Universitat de Lisboa       | Nomenat pel Ministre d'Ultramar                                                                    |
| António de Mendonça Monteiro                              | 31 d'agost de 1964 a 31 de març de 1966         | Instituto de Climatologia e Hidrologia da Universitat de Porto | Nomenat pel Ministre d'Ultramar                                                                    |
| Ivo Ferreira Soares                                       | 31 de març de 1966 a 1 de desembre de 1974      | Facultat de Medicina Veterinária da Universitat de Lisboa      | Nomenat pel Ministre d'Ultramar                                                                    |
| Fernando Nunes Ferreira Real                              | 1 de desembre de 1974 a 11 de novembre de 1975  | Laboratório de Mineralogia e Geologia da Universitat de Luanda | Nomenat pel Ministre d'Ultramar                                                                    |
| António Agostinho Neto                                    | 11 de novembre de 1975 a 10 de setembre de 1979 | Facultat de Medicina                                           | Acumulà les funcions de: President d'Angola, Secretari general del MPLA i Rector de la Universitat |
| João Garcia Bires                                         | 10 de setembre de 1979 a 23 de desembre de 1980 | Facultat de Direito                                            | Interí després de la mort d'Agostinho Neto                                                         |
| Augusto Lopes Teixeira                                    | 23 de desembre de 1980 a 19 de març de 1981     | Facultat d'Enginyeria                                          | Nomenament presidencial                                                                            |
| João Filipe Martins                                       | 19 de març de 1981 a 20 de novembre de 1986     | Facultat de Direito                                            | Nomenament presidencial                                                                            |
| Raul Neto Fernandes                                       | 20 de novembre de 1986 a 1990                   | Facultat de Medicina                                           | Nomenament presidencial                                                                            |
| José Luís Guerra Marques                                  | 1990 a febrer de 1997                           | Facultat d'Enginyeria                                          | Nomenament presidencial                                                                            |
| Laurinda de Jesus Fernandes Hoygaard                      | febrer de 1997 a 28 d'octubre de 1999           | Facultat d'Economia                                            | Elecció directa                                                                                    |
| Mário Fresta                                              | 28 d'octubre de 1999 a 29 de gener de 2002      | Facultat de Medicina                                           | Nomenament presidencial                                                                            |
| João Sebastião Teta                                       | 29 de gener de 2002 a 11 de juny de 2010        | Facultat d'Enginyeria                                          | Elecció directa                                                                                    |
| Orlando Manoel José Fernandes da Mata                     | 11 de juny de 2010 a 6 d'agost de 2015          | Facultat d'Enginyeria                                          | Elecció directa                                                                                    |
| Maria do Rosário Teixeira de Alva Sequeira Bragança Sambo | 6 d'agost de 2015 - present                     | Facultat de Medicina                                           | Elecció directa                                                                                    |

## Ex-alumnos i professors notables
- Nuno Grande (ex-professor universitari i ex-vicerector) - polític i metge;
- Pepetela (professor universitari) - sociòleg i polític;
- Ruy Duarte de Carvalho (professor universitari) - antropòleg;
- Víctor Kajibanga (professor universitário) - sociólogo;
- José Adelino Maltez (ex-professor universitari) - científic i polític;
- Bornito de Sousa (alumnus) - professor universitari, polític i jurista;
- Manuel Vicente (alumnus) - enginyer i polític.